# Мурсагулов, Фикрет
Фикрет Мурсагулов (азерб. Fikrət Mursaqulov, 10 июля 1955, Кизил-Аджло, Марнеульский муниципалитет — 31 мая 1988) — советский азербайджанский журналист и поэт.

## Биография
Родился 10 июля 1955 года в Марнеульском районе Грузинской ССР. В возрасте двух лет потерял зрение.
В 1964-1975 годах учился в Бакинской республиканской средней школе-интернате для слепых детей. Получил высшее образование на факультете журналистики Бакинского государственного университета.
Образование завершил в 1980 году, а с 1 сентября того же года по май 1988 года работал главным редактором Азербайджанского общества слепых. В 1986-1988 годах кандидатская диссертация «Поэтика Ашуга Алескер» осталась незавершённой из-за смерти поэта-учёного.
Умер 31 мая 1988 года, был похоронен в семейном мавзолее в селе Кизил-Аджло.

## Творчество
Несмотря на инвалидность по зрению, Фикрет Мурсагулов в 80-е годы XX века активно занимался поэтическим, публицистическим и научным творчеством. Его произведения неоднократно публиковались в журналах «Улдуз», «Азербайджан», а также в газетах «Литература и искусство», «Азербайджанская молодежь», «Гюрджюстан», «Ахали Марнеули» и др.
После смерти поэта по инициативе Мамеда Назимоглу и при поддержке Гулу Кенгерлы для читателей был выпущен сборник стихов «Утешение» (Баку, 2007). 10 июля 2005 года, к 50-летию Фикрета Мурсагулова, читателям был представлен «Спецвыпуск о тех, кто его помнил». В 2012 году в издательстве «Угур» любителям идей была представлена публицистическая книга Ази Гасанлы о покойном поэте под названием «Азбука света». В 2015 году книга поэта «Утешение» на русском языке была представлена русскоязычным читателям по инициативе и спонсорству депутата Народной Республики, председателя Совета прессы Афлатуна Амашова. Стихи перевел на русский язык Гия Пачхаташвили, близкий друг поэта. По случаю 60-летия Фикрета Мурсагулова ему была посвящена одна из программ Азербайджанского государственного радио "Странные вечера". Подготовил и представил Гюнель Натиг.

## Память
Его именем был назван Фонд Фикрета Мурсагулова, учредивший «Свет надежды». Вручение премии состоялось 9 июля 2012 года в Совете прессы Азербайджана, а первым лауреатом стал журналист, поэт и переводчик Гия Пачхаташвили-Гиви. В 2015 году депутат Милли Меджлиса Азербайджанской Республики Афлатун Амашов во время визита в Грузию отметил 60-летие поэта на родине и в ходе переговоров с мэром Марнеули добился присвоения названия одной из улиц города в честь Фикрета Мурсагулова. В том же году торжественный юбилей состоялся в средней школе-интернате для инвалидов, где учился поэт. В числе почётных гостей также присутствовали министр социального обеспечения Салим Муслимов и депутат Ганира Пашаева.